# Rock 'n' Roll Lies
Rock 'n' Roll Lies è un singolo del gruppo indie rock inglese Razorlight, pubblicato nel 2003.

## Il brano
Il brano è stato scritto da Johnny Borrell e John Fortis ed estratto dall'album di debutto del gruppo, Up All Night.

## Tracce
- 7"

1. Rock 'n' Roll Lies
2. In the City

- CD

1. Rock 'n' Roll Lies
2. Action!
3. Yeah Yeah Yeah